# Carl-Weder-Park

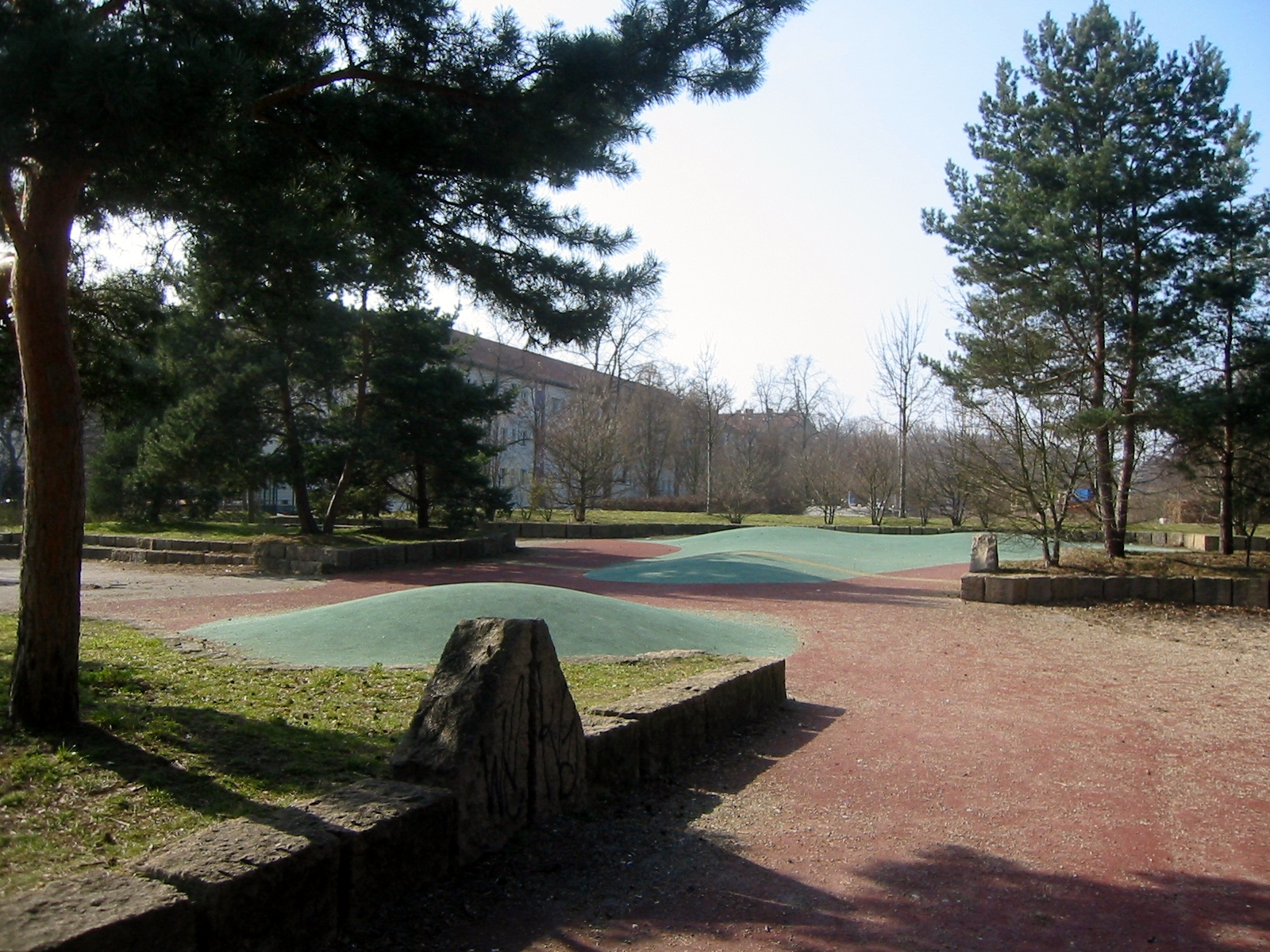
Spielplatz Berge im Park

Der Carl-Weder-Park liegt im Berliner Ortsteil Britz des Bezirks Neukölln und verläuft im Wesentlichen oberhalb der Tunneldecke des Tunnels Ortskern Britz der Bundesautobahn 100. Er ist nach dem Mitbegründer der Kolonie Neubritz, dem Buchbindermeister Carl Weder benannt.

## Geschichte
Ursprünglich sollte die A 100 den Ortsteil Britz in zwei Teile spalten. Um dies zu verhindern, baute man einen rund 1700 Meter langen Tunnel, der im Juli 2000 eröffnet wurde. Die Decke des Tunnels wurde begrünt und als Park ausgebaut. Er verbindet den Volkspark Hasenheide im Norden sowie den Britzer Garten mit den Grünflächen rund um den Teltowkanal. Die Berliner Senatsverwaltung für Stadtentwicklung beauftragte das Büro Seebauer, Wefers und Partner mit der Realisierung des rund 6,6 Hektar großen Parks, der in drei Bauabschnitten in den Jahren 1999 und 2000 fertiggestellt wurde. Von 2003 bis 2010 fand jährlich die von Seraphina Lenz organisierte Kunstaktion Werkstatt für Veränderung statt.

## Aufbau
Der Park ist in insgesamt zwölf verschiedene Abschnitte unterteilt, die sich von Westen nach Osten durchziehen. Er beginnt mit einem Spielplatz, der unter dem Motto Meer und Strand steht. Daran schließt sich eine Spielwiese mit Sitzmauern und einer Pergola an, gefolgt von einem Garten der Ruhe: Zwischen Hortensien und Farnen sind Bänke aufgestellt, die zum Verweilen einladen sollen. Es folgt ein weiterer Spielplatz mit dem Motto Berge, dem sich der Stadtplatz Friedrichsbrunner Straße mit einer Treppenanlage anschließt, die an eine Tribüne erinnern soll. Das sechste Element ist wiederum ein Spielplatz, der sich mit einem Volleyballfeld und Tischtennisplatten eher an Jugendliche als an Kinder richtet. An den Platz schließt sich ein Garten aus Kiefern an, der mit kleinen Mauern eingefasst ist. Es folgt eine größere Gartenfläche, die mit Stauden und Rosen befriedet ist,  gefolgt von einem weiteren Spielplatz, der an die frühere Bebauung in Neubritz erinnern soll. Das zehnte Element ist der Stadtplatz Bendastraße, der nach der namensgebenden Straße im Norden des Elements benannt ist. Östlich davon befinden sich zwei Obstbaumwiesen mit Sträuchern und Rosen. Den Abschluss bildet das Grüne Klassenzimmer, der die Form eines Amphitheaters aufgreift und einer benachbarten Grundschule die Möglichkeit geben soll, den Schulunterricht bei Bedarf im Freien abhalten zu können.